# Ben Ainslie
Sir Charles Benedict "Ben" Ainslie, CBE (Macclesfield,  Inglaterra, 5 de fevereiro de 1977) é uma velejador britânico, sendo o mais bem sucedido da Grã-Bretanha de todos os tempos. Ele conquistou nove Campeonatos Mundiais e Europeus em sua carreira. Em 2008, Ben foi nomeado como a Personalidade Esportiva do Ano da BBC.
Ben, até Pequim 2008 havia participado de 4 olimpíadas, tendo ganho 3 medalhas de ouro e uma de prata.
Por todo seu histórico Ben foi escolhido para ser o primeiro atleta a carregar a tocha olímpica em seu percurso sobre o território britânico, durante as preparatórias para os Jogos Olímpicos de Londres, 2012.
Em 2012, tornou-se tetracampeão olímpico. Com isso, igualou-se ao dinamarquês Paul Elvstrøm (Vela), e aos americanos Al Oerter (lançamento do disco) e Carl Lewis (Salto em distância), como os únicos tetracampeões olímpicos de uma prova individual em quatro edições consecutivas. Além disso, somente ele e o dinamarquês Paul Elvstrøm ganharam a medalha de ouro olímpica 4 vezes consecutivas na Vela.